# Hypseleotris tohizonae
Hypseleotris tohizonae là một loài cá thuộc họ Cá bống đen. Nó là loài đặc hữu của Madagascar. Môi trường sống tự nhiên của nó là các con sông.